# Jan Řežábek

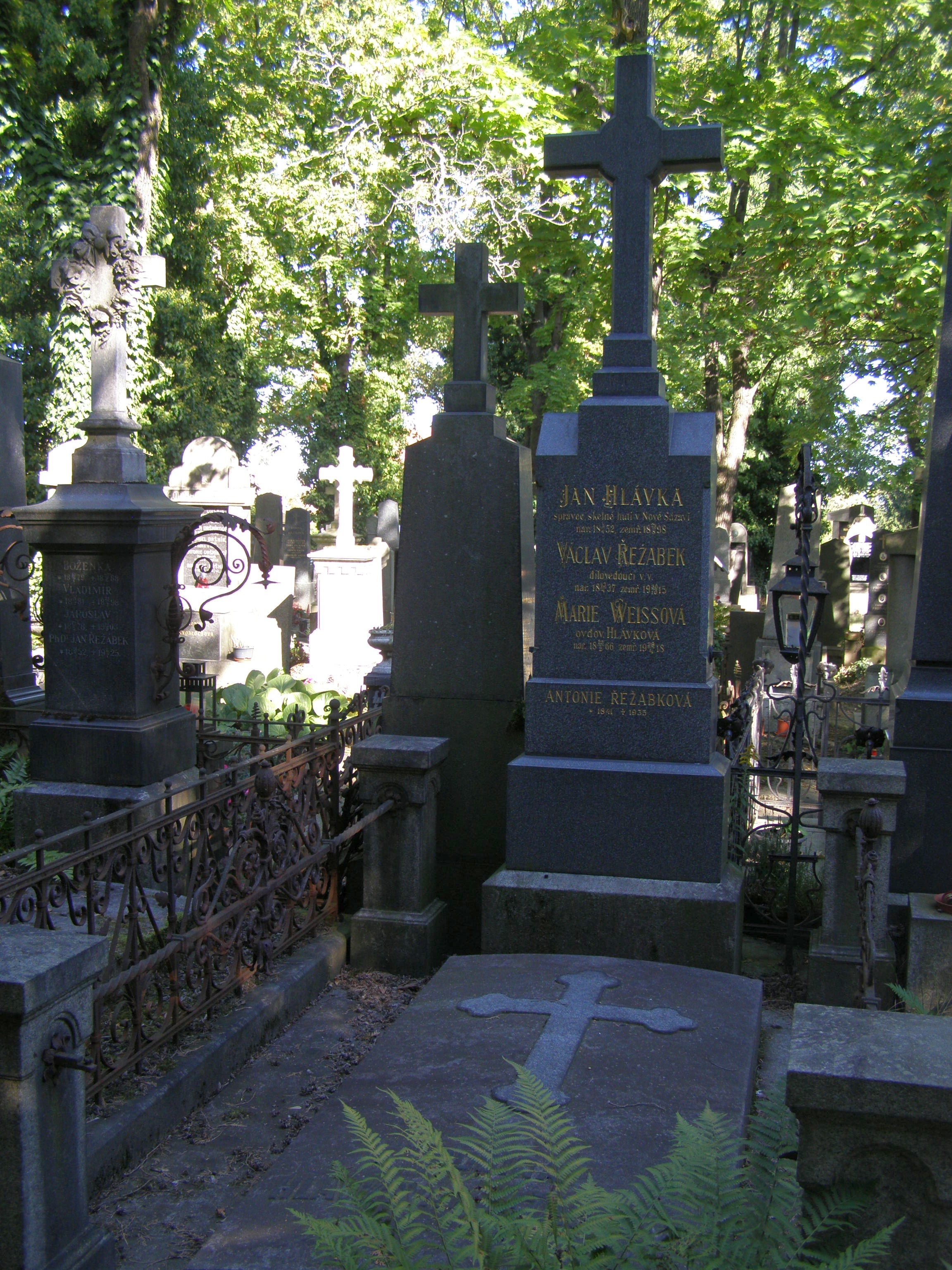
Hrob na hřbitově na Malvazinkách

Jan Řežábek (16. května 1852 Drahonice — 6. července 1925 Písek) byl český středoškolský profesor, zeměpisec a překladatel. Řadu let vyučoval zeměpis, dějepis a ruštinu na Českoslovanské obchodní akademii, kde také v letech 1900—1918 zastával funkci ředitele. Byl autorem řady odborných článků v časopisech a vydal rozsáhlou učebnici Zeměpis hospodářský. Překládal díla ruských autorů. Byl oceňovaný za zásluhy o povznesení českého obchodního školství.

## Život
Narodil se 16. května 1852 v Drahonicích u Vodňan. Studoval na gymnáziích v Písku a Českých Budějovicích. Poté odjel na dvouletý studijní pobyt na reálné gymnázium do Nikolajeva v tehdejším Rusku.
Po návratu v roce 1873 nastoupil na pražskou univerzitu, kde roku 1884 získal titul doktora filosofie.
Od roku 1876 se věnoval pedagogické činnosti. Šest let učil na obecných a měšťanských školách v Praze. Roku 1879 se stal profesorem ruštiny na Českoslovanské akademii obchodní, kde o tři roky později začal rovněž vyučovat dějepis. Akademii zůstal věrný, i když mu roku 1889 nabídli místo docenta geografie na univerzitě v Oděse. Po smrti Emanuela Tonnera v roce 1900 byl jmenován ředitelem a tuto funkci zastával až do vzniku Československa. Byl velmi oceňovaný za zásluhy o vysokou odbornou úroveň této školy, významné pro český hospodářský rozvoj.
V roce 1912 se účastnil studijní výpravy 125 studentů a tří pedagogů do Varšavy. O rok později se podílel na poradách ohledně založení vysoké školy obchodní v Praze; zastával tam názor, že by měla vzniknout jako oddělení v rámci techniky, které by bylo možné později osamostatnit.
Zemřel 6. července 1925 v Písku. Nekrolog oceňoval jeho zásluhy o české obchodní školství i literární a překladatelskou činnost.

## Dílo
Byl autorem řady článků v časopisech (Musejník, Zlatá Praha, Vlčkova Osvěta aj.). V letech 1886—87 redigoval Ottův Zeměpisný sborník.
Knižně vydal:
- Jiří II. : poslední kníže veškeré Malé Rusi (1883). Dílo bylo rovněž přeloženo do ruštiny.[4] Viz též Jiří II. Trojdenovič.
- Obrana redakce Zeměpisného sborníku proti tak zvané "kritice" p. prof. dra. Jindřicha Metelky (1887)
- Zeměpis hospodářský (dva díly 1894 a 1898), učebnice pro obchodní akademie, považovaná za jeho hlavní dílo.[4]
- Dobytí Sibiře a vývoj obchodu rusko-čínského[4]
- Zemědělství v Itálii[4]

Překlady:
- Ivan Sergejevič Turgeněv: Novina